# Karl Keller (Maler)

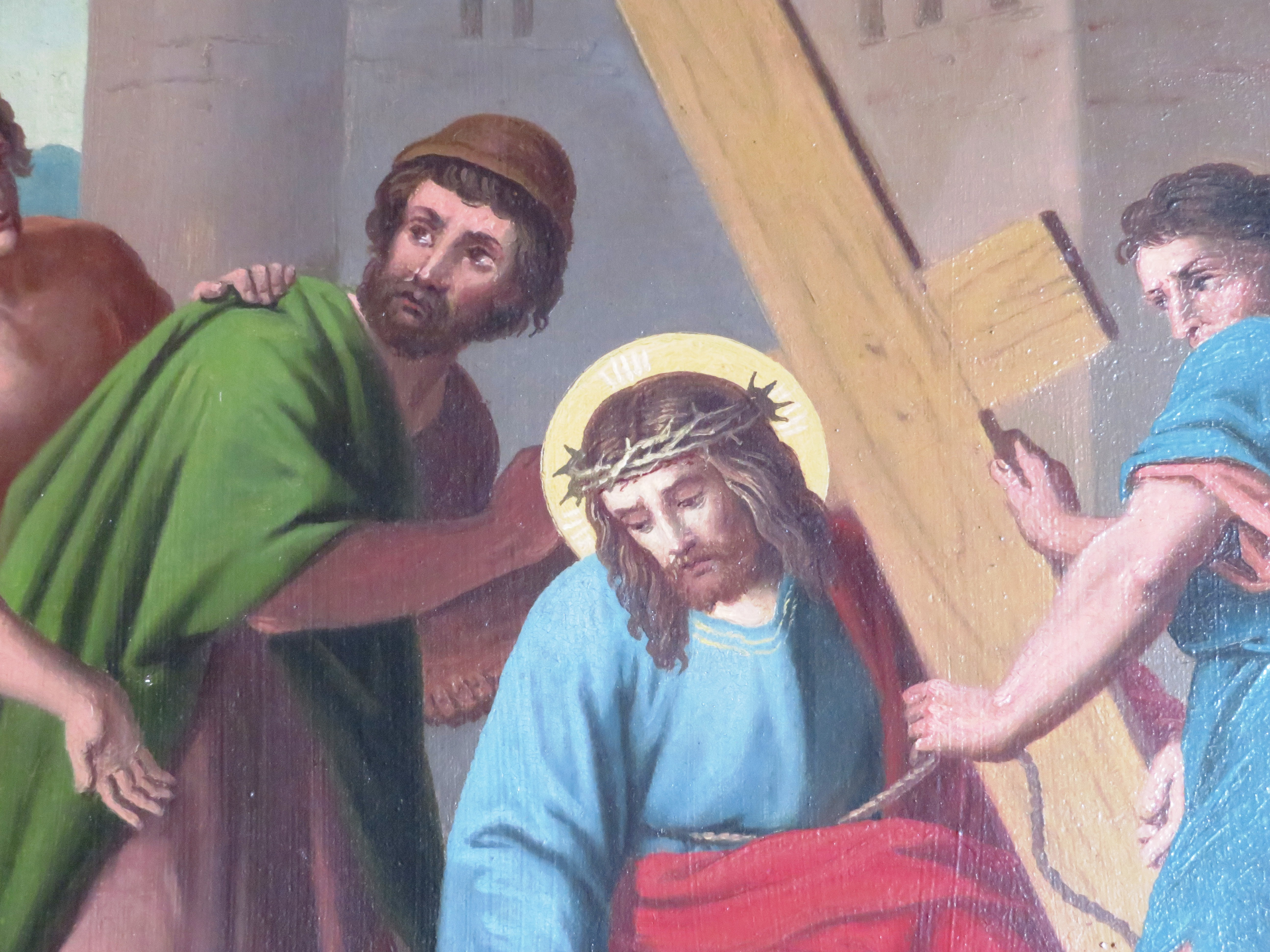
Detail eines Kreuzwegbildes in Hopfen am See

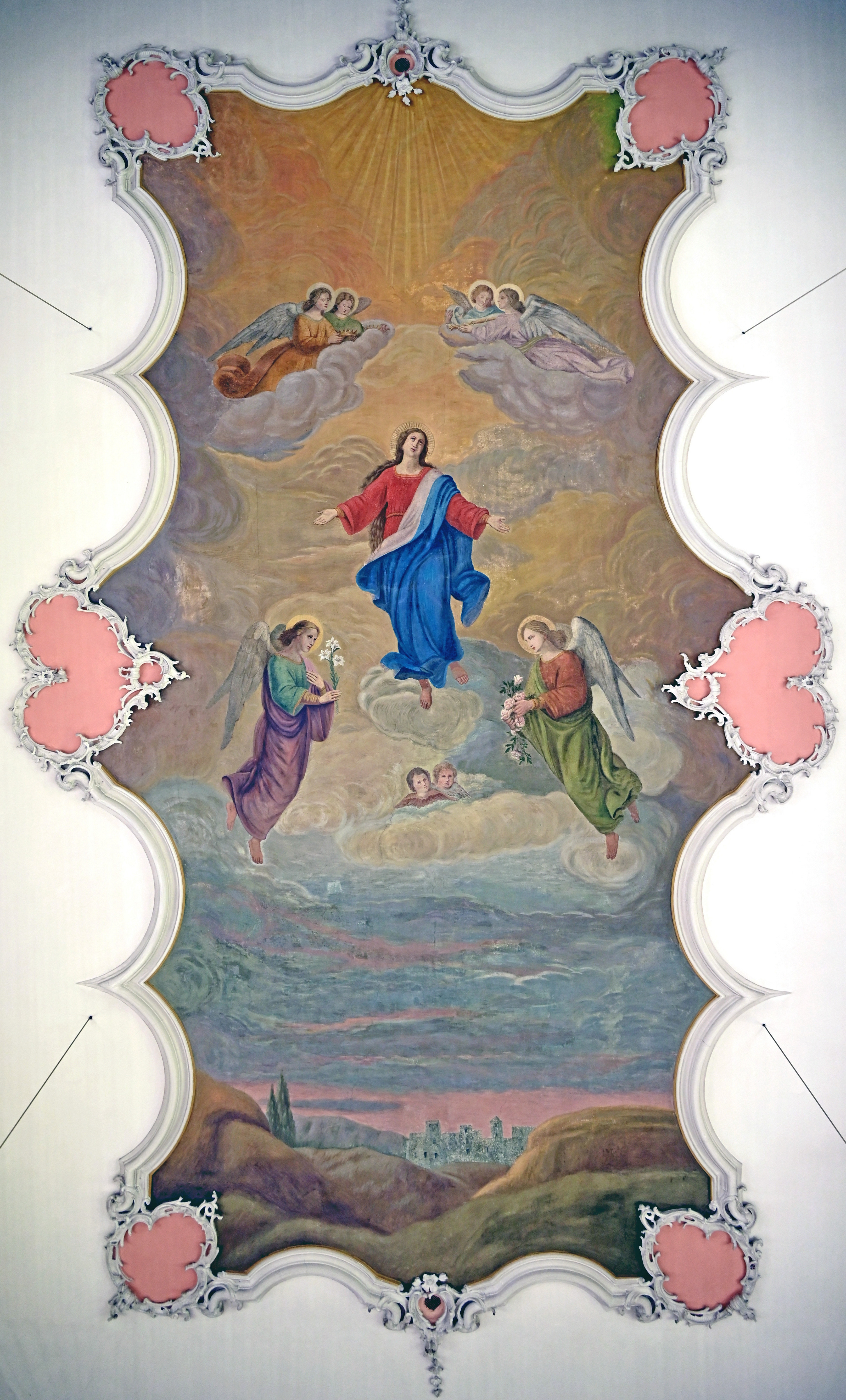
St. Michael (Pfronten), Fresko Himmelfahrt Mariä von Karl Keller

Karl Keller (* 16. Juli 1823; † 1904 in München) war ein deutscher Maler. Er gehörte der in Pfronten ansässigen Malerfamilie Keller an. Er war hauptsächlich im Allgäuer und im schwäbischen Raum tätig.

## Leben und Werke
Karl Keller war der zweite Sohn von Alois Keller und damit ein Enkel von Joseph Keller und ein Neffe von Anton Keller. Außer seinem Bruder Friedrich, der ebenfalls die künstlerische Laufbahn einschlagen sollte, hatte er noch fünf weitere Geschwister, die das Erwachsenenalter erreichten. Im Alter von 17 Jahren begann Karl Keller sein Studium der Historienmalerei an der Königlichen Akademie der Bildenden Künste in München, die offizielle Immatrikulation erfolgte aber erst 1843. Vermutlich gehörte er ab diesem Jahr der Klasse von Heinrich Heß an, außerdem gehörte Johann Schraudolph zu seinen Lehrern. Schraudolph (1808–1879) war ein Bruder von Claudius und Matthias Schraudolph und wurde 1848 gegen den Willen Wilhelm Kaulbachs zum Nachfolger für Heß berufen. Wie Karl Keller nach Abschluss seiner Studien seinen Lebensunterhalt verdiente, ist unbekannt. Es wurde darüber spekuliert, dass er bei öffentlichen Aufträgen für Schraudolph gearbeitet haben könnte, doch sind z. B. Schraudolphs Mitarbeiter bei den Freskierungen im Dom zu Speyer alle namentlich bekannt – Karl Keller gehört nicht dazu. Dass er aber in den Jahren nach dem Studium für seinen Vater gearbeitet hat, ist ebenfalls unwahrscheinlich, weil Alois Keller in dieser Zeit keine großen Aufträge mehr hatte. Genauere Informationen über seine Lebensumstände lassen sich erst wieder einem Dokument vom November 1851 entnehmen: Damals beantragte er seine Einbürgerung in München und eine Heiratsbewilligung, was eine entsprechende Vermögenslage voraussetzte. 1852 erhielt er die Genehmigung, die Buchhalterstochter Aloisia Arnold, die elf Jahre älter war als der Maler, zu ehelichen. Womit er die 600 bis 700 Gulden jährlich verdiente, die er in dem Antrag als Einkommen angegeben hatte, ist unbekannt. In den nachfolgenden Jahren betätigte er sich als Kirchen- und Porträtmaler, als Kopierer, Restaurator und Zeichenlehrer. Den ersten bekannten größeren Auftrag erhielt er erst 1864. Damals wurde ihm die Ausschmückung der Kirche in Sulzschneid übertragen, nachdem Franz Osterried, der zunächst damit beauftragt worden war, 1863 verstorben war. Keller erhielt die Auflage, die bereits vorhandenen Entwürfe weiterzuverwenden. Er stattete die Kirche mit zwei Fresken, zwei Altarbildern und etlichen Ölgemälden aus. Sehr viel später erst erhielt er wieder ähnlich umfangreiche Aufträge, etwa in Steinach, Wasserburg am Bodensee und Altusried. Am produktivsten soll Karl Keller, in bereits weit fortgeschrittenem Alter, in den Jahren 1891 bis 1894 gewesen sein, die letzte Kirche schmückte er wahrscheinlich 1895 in Heitlern aus. Reich wurde er bei diesem Leben nicht; sein Begräbnis auf dem Alten Nördlichen Friedhof in München musste der Münchner Kunstverein finanzieren. 
Viele Werke Kellers sind nicht erhalten geblieben oder verschollen. Bekannt ist, dass er 16 Kirchen im Allgäu schmückte, weitere Auftragsarbeiten erledigte er im schwäbischen und im altbayerischen Raum, in München, seinem Wohnort, schuf er zumindest ein Deckengemälde im Georgianum. Viele seiner Fresken wurden in den Zeiten, in denen das Nazarenertum keine große Wertschätzung mehr erfuhr, übermalt oder abgetragen, das Schicksal zahlreicher Altarbilder von Kellers Hand ist unbekannt. Wie viele Porträts er malte, lässt sich ebenfalls nicht mehr feststellen. Dass er zahlreiche Kreuzwegdarstellungen schuf, ist zwar überliefert, doch lassen sich nur die 14 Stationen in der Kirche St. Peter und Paul in Hopfen am See sicher zuordnen. Als routinierter Maler schuf er seine Bilder in hohem Tempo, hinzu kommt, dass er für seine Kompositionen oft Vorlagen benutzte. Oft verwendete er Vorlagen aus seiner eigenen Familie. Seine Maria Immaculata in Wasserburg geht mit ziemlicher Sicherheit auf ein Altargemälde Claudius Schraudolphs in Hopfen zurück. Einmal für gut befundene Kompositionen verwendete er gerne mehrfach. Dies lässt sich z. B. an den beiden Darstellungen des heiligen Sebastian in Dietkirch und in Triebling feststellen, die in einem Abstand von drei Jahren gemalt wurden. Beeinflusst dürfte ihn in seiner Jugend die Restaurierung der Asam-Fresken in Einsiedeln haben, bei der er und sein älterer Bruder den Vater unterstützten; außerdem fand seine erste handwerkliche Ausbildung sicher im Rahmen der Familie statt. Obwohl an der Akademie vom Nazarenertum geprägt, geriet er in keinen Konflikt mit seinem noch von Barock und Klassizismus geprägten Vater, mit dem er sich auch immer wieder brieflich über seine Arbeit beriet. Die Auferstehung Christi, die er für die Kirche in Wasserburg malte, griff ein Motiv auf, das sein Großvater schon in der Pfarrkirche St. Nikolaus in Berg und sein Vater in Balgach auf einem Altarbild bearbeitet hatte. Karl Keller nutzte den dergestalt überlieferten Figurentypus und gestaltete ihn nur im Stil der Nazarener um. 
In St. Pankratius in Sulzschneid sind die Enthauptung des Hl. Pankratius, Vier Kirchenväter, die Übergabe des Skapuliers an den Hl. Simon Stock und die Darstellung von Zwölf Aposteln aus dem Jahr 1864 erhalten geblieben. Zerstört bzw. übermalt sind Kellers Fresken in der Pfarrkirche St. Georg in Memmenhausen aus dem Jahr 1867, wohingegen in der Filialkirche St. Michael in Pfronten-Steinach eine Maria Immaculata von 1880 erhalten geblieben ist. Dasselbe Bildthema behandelte er auch 1883 in St. Vitus in Weicht; das dortige Bild wurde aber 1922 entfernt. 1923 wurden in der Pfarrkirche Mariä Himmelfahrt in Maihingen die Keller-Fresken von 1884 übermalt. Etliche Werke Karl Kellers aus den Jahren 1887 bis 1891 sind in der Pfarrkirche St. Blasius und Alexander in Altusried erhalten geblieben. Bis 1965 befanden sich auch Fresken des Malers in der Pfarrkirche St. Georg in Aislingen. Sie stammten aus dem Jahr 1889. In St. Othmar in Akams befindet sich eventuell noch ein Keller-Gemälde unter dem Chorfresko von 1926. Seine Apostelbilder in St. Peter und Paul aus dem Jahr 1890 in Altstädten sind zerstört, ebenso die Fresken in St. Stephan in Bühl bei Immenstadt. Ein Fresko aus dem Jahr 1893 existierte bis 1971 in St. Georg in Laimering. Die Sendung der Apostel am Plafond des Stiegenhauses im Georgianum in München aus dem Jahr 1893 fiel Kriegseinwirkungen zum Opfer. Die Bilder von 1895 in der Filialkirche St. Leonhardt in Pfronten-Heitlern wurden 1961 entfernt. 
Die Datierung eines weiteren Freskos ist unsicher. In St. Trinitatis in Sulzberg befand sich noch eine Auferstehung Christi, die 1919 von Oswald Völkel übermalt wurde. Ob Andreas Schmids Zuschreibung der Vier Kirchenväter in St. Gordian und Epimach in Unterroth zu Keller richtig ist, ist unbekannt. 
Neben Fresken schuf Keller auch zahlreiche Ölgemälde, darunter z. B. zwei Altarbilder für die Kunreuther Kirche, und eine Heilige Familie von 1893, die einst als Seitenaltarbild in St. Stephan in Hawangen genutzt wurde und sich mittlerweile im Pfarrsaal der Gemeinde befindet.

## Nachwirkung
Eine Ausstellung zu den Werken der Maler aus der Familie Keller wurde 1998 in Füssen und Zug gezeigt.